# Sandersiella
Sandersiella is een geslacht van kreeftachtigen uit de klasse van de Cephalocarida (strijkboutkreeftjes).

## Soorten
- Sandersiella acuminata Shiino, 1965
- Sandersiella bathyalis Hessler & Sanders, 1973
- Sandersiella calmani Hessler & Sanders, 1973
- Sandersiella kikuchii Shimomura & Akiyama, 2008